# Scathophaga nigrolimbata
Scathophaga nigrolimbata är en tvåvingeart som först beskrevs av Cresson 1918.  Scathophaga nigrolimbata ingår i släktet Scathophaga och familjen kolvflugor. Inga underarter finns listade i Catalogue of Life.